# 63. pr. Kr.
◄ | 2. stoljeće pr. Kr. | 1. stoljeće pr. Kr. | 1. stoljeće | ►
◄ | 90-ih pr. Kr. | 80-ih pr. Kr. | 70-ih pr. Kr. | 60-ih pr. Kr. | 50-ih pr. Kr. | 40-ih pr. Kr. | 30-ih pr. Kr. | ►
◄◄ | ◄ | 66. pr. Kr. | 65. pr. Kr. | 64. pr. Kr. | 63 pr. Kr. | 62. pr. Kr. | 61. pr. Kr. | 60. pr. Kr. | ► | ►►
Astronomija

## Događaji
- Tulije Ciceron biva izabran za konzula; Ciceronov sukob s Lucijem Sergijem Katilinom se zaoštrava; pokušaj Katilinog nasilnog osvajanja vlasti i poraz kod Pistoje; Cezar i Marko Licinije Kras zbog svoje upetljanosti u Katilininu urotu izbjegavaju smrtnu kaznu.
- Rimska Republika porazila Pontsko Kraljevstvo u Mitridatskim ratovima. Uspostavljena rimska provincija Bitinija i Pont.

## Rođenja
- 23. rujna – August, Gaius Julius Caesar Octavianus Augustus, prvi Rimski car
- ? – Marko Vipsanije Agripa, Marcus Vipsanius Agrippa, Rimski državnik i general